# Zolotuchino
Zolotuchino (in russo Золотухино?) è un insediamento di tipo urbano della Russia europea, nell'oblast' di Kursk; è il centro amministrativo del distretto Zolotuchinskij.
Si trova 44 km a nord di Kursk.